# Цзінмень
Цзінмень (кит. спр. 荆门市, піньїнь: Jīngmén Shì) — місто-округ у центральнокитайській провінції Хубей.

## Географія
Цзінмень розташовується у центральній частині провінції.

### Клімат
Місто знаходиться у зоні, котра характеризується вологим субтропічним кліматом. Найтепліший місяць — липень із середньою температурою 28 °C (82.4 °F). Найхолодніший місяць — січень, із середньою температурою 3.9 °С (39 °F).
| Клімат Цзінменя         | Клімат Цзінменя | Клімат Цзінменя | Клімат Цзінменя | Клімат Цзінменя | Клімат Цзінменя | Клімат Цзінменя | Клімат Цзінменя | Клімат Цзінменя | Клімат Цзінменя | Клімат Цзінменя | Клімат Цзінменя | Клімат Цзінменя | Клімат Цзінменя |
| Показник                | Січ.            | Лют.            | Бер.            | Квіт.           | Трав.           | Черв.           | Лип.            | Серп.           | Вер.            | Жовт.           | Лист.           | Груд.           | Рік             |
| Середня температура, °C | 3,9             | 5,5             | 10,2            | 16,3            | 21,5            | 25,5            | 28              | 27,6            | 22,8            | 17,7            | 11,6            | 5,9             | 16,4            |
| Норма опадів, мм        | 22.8            | 32.2            | 59.9            | 95.5            | 123.9           | 136.3           | 173.4           | 129.3           | 94.6            | 72.8            | 46              | 20.2            | 1006.9          |
| Днів з опадами          | 9,2             | 9,9             | 12,7            | 14,3            | 13,5            | 12,1            | 12,4            | 11,8            | 12,6            | 12,6            | 11,4            | 9,7             | 142,2           |
| Вологість повітря, %    | 70.9            | 71.7            | 73              | 74.9            | 73.7            | 73.4            | 76.8            | 76.2            | 75.9            | 75.8            | 74.9            | 71.8            | 74.1            |
| ----------------------- | --------------- | --------------- | --------------- | --------------- | --------------- | --------------- | --------------- | --------------- | --------------- | --------------- | --------------- | --------------- | --------------- |
| Джерело: Weatherbase    |                 |                 |                 |                 |                 |                 |                 |                 |                 |                 |                 |                 |                 |